# Spilarctia rhodochroa
Spilarctia rhodochroa là một loài bướm đêm thuộc phân họ Arctiinae, họ Erebidae.